# Khulna
Khulna és una ciutat i corporació municipal de Bangladesh, capital de la divisió de Khulna i del districte de Khulna, tercera ciutat del país, situada al punt on el riu Bhairab arriba als Sundarbans a 22° 49′ 10″ N, 89° 36′ 55″ E / 22.81944°N,89.61528°E. Segons dades del 2007 la població de la Corporació Municipal era de 855.650 habitants i l'àrea metropolitana tenia 1.388.425 habitants.. El 1901 era de 10.426 habitants. La municipalitat es va formar el 1884.